# Bellerstein
Bellerstein est un écart de la commune française d'Eguelshardt, dans le Pays de Bitche et le département de la Moselle.

## Histoire
Le hameau de Bellerstein doit son nom au dieu germanique Baldr, dont une pierre (Stein en allemand), lui était dédiée à cet endroit. Le domaine, comprenant ferme, forge et scierie, est déjà indiqué au XVIe siècle comme dépendance de l'abbaye de Sturzelbronn. La ferme est détruite pendant la Guerre de Trente Ans et reconstruite vers 1730. Elle est vendue comme bien national en 1792.

## La scierie
En 1734, Charles-Claude de la Lance de Morainville, capitaine des chasses du roi, obtient du duc de Lorraine l'autorisation d'installer au lieu-dit Armskehl un ensemble de bâtiments industriels, " entre le ruisseau et la grande route d'Alsace, sous la consition d'y faire bâtir une maison logeable et solide et une scierie sur l'une des chaussées des trois étangs ". 
Celle-ci est transformée, en 1765, en une forge d'outils et une manufacture de tôle de fer, pour Marie-Joseph-Constantin Dumont de Sandong, capitaine d'infanterie à Bitche, qui passent en 1782 à Henri Wundschuldt, propriétaire des forges de Baerenthal. La forge faisant l'objet d'une contestation en 1789, l'architecte François-Michel Lecreulx, " inspecteur des bâtiments et usines du domaine ", en fait la visite. 
Le procès-verbal qu'il établit fournit une description très précise du site, avec, entre autres, la ferme. Ses bâtiments, les écuries à gauche, le logis à droite, se font pendant de part et d'autre d'une cour fermée par la porcherie du côté de la rue. À proximité du logis, un petit édicule de plan massé, construit en charpente, abrite le four à pain. Ce parti général à cour fermée s'inscrit tout à fait dans la tradition de ce secteur aux confins de l'Alsace, bien qu'il s'agisse d'une ferme relevant du domaine ducal. La forge cesse ses activités à la Révolution.
La ferme existe toujours, peu transformée dans son parti général et ses élévations, même si deux bâtiments ont été ajoutés au fond de la cour et si la porcherie a été supprimée. Le mur de clôture sur rue est resté dans son été d'origine, avec ses piliers de portail visibles sur le plan de 1789. Le pan-de-bois est discret, occupant seulement les pignons du bâtiment d'exploitation. Il est présent à l'intérieur du logis, mais les murs extérieurs sont construits en moellon de grès crépi.
La scierie et l'usine mettalurgique sont inscrites à l'Inventaire topographique de la région Lorraine.

## Sources
- Les moulins et scieries du Pays de Bitche, Joël Beck, 1999.